# Эмульгаторы

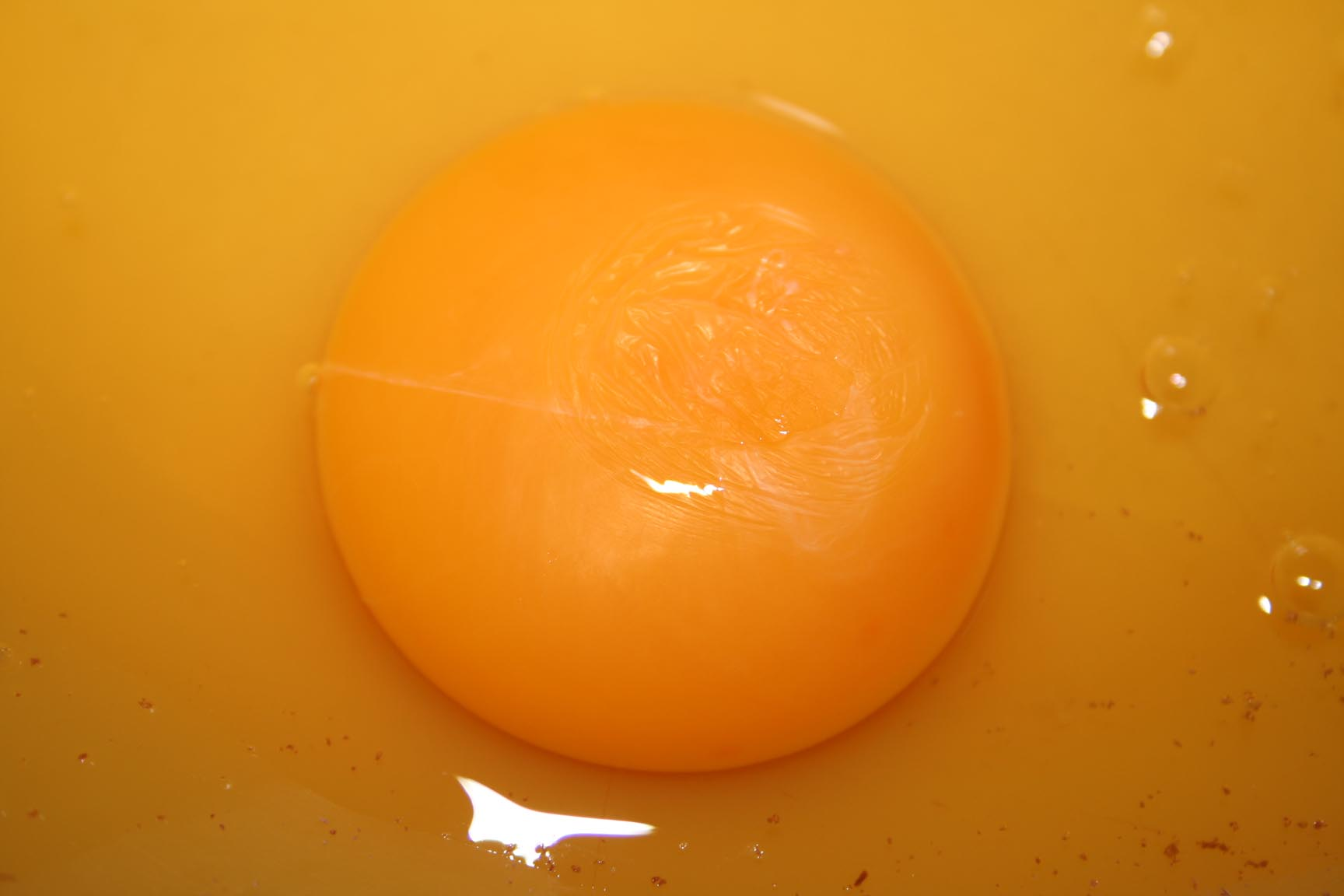
Яичный желток используется в кулинарии как натуральный эмульгатор

Эмульга́торы (от лат. emulgeo «дою, выдаиваю») — вещества, обеспечивающие создание эмульсий из несмешивающихся жидкостей.
Натуральные эмульгаторы традиционно использовали в качестве компонентов пищевых продуктов. К числу старейших можно отнести желток и белок жидкого яйца, сапонины (например, отвар мыльного корня).
Современная промышленность использует в качестве эмульгаторов в основном синтетические вещества, а также лецитин (преимущественно соевый).

## В пищевой промышленности
Эмульгаторы часто добавляют в пищевые продукты с целью создания и стабилизации эмульсий и других пищевых дисперсных систем. Это стандартный ингредиент майонеза и других готовых соусов, маргаринов и спредов, сливочного масла, шоколада, мороженого. Эмульгаторы определяют консистенцию пищевого продукта, его пластические свойства, вязкость и ощущение «наполненности» во рту.
Наиболее распространёнными являются моно- и диглицериды жирных кислот (E471), эфиры глицерина, жирных и органических кислот (E472), лецитины, фосфатиды (E322), аммонийные соли фосфатидиловой кислоты (E442), полисорбаты и производные (E432…E436), эфиры сорбитана, спэны (E491…E496), эфиры полиглицерина и взаимоэтерифицированных рициноловых кислот (E473).

## В косметике
Поскольку многие косметические средства представляют собой эмульсии, для стабилизации применяют эмульгаторы:
- поверхностно-активные вещества (катионные, анионные, амфотерные, неионогенные),
- гидроколлоиды растительного и животного происхождения (агар, пектин, желатин, хитозан, ланолин, холестерин, лецитин),
- синтетические и полусинтетические полимеры (карбопол, метилцеллюлоза, карбоксиметилцеллюлоза и др.).

## Механизм действия
Действие эмульгаторов основано на способности поверхностно-активных веществ (ПАВ) снижать энергию, необходимую для создания свободной поверхности раздела фаз.
Концентрируясь на поверхности раздела смешивающихся фаз, ПАВ снижают межфазное поверхностное натяжение и обеспечивают длительную стабильность композиции.
В зависимости от природы ПАВ они ускоряют образование и стабилизируют тип эмульсии в той дисперсионной среде, где они лучше растворимы.

## Разновидности
- эмульгаторы в узком смысле слова;
- пенообразователи — вещества, создающие условия для смешивания газообразной фазы в жидкие и твёрдые пищевые продукты;
- стабилизаторы пены — вещества, добавляемые в жидкие взбитые продукты для предотвращения расслаивания пены.